# Monipita
La monipita és un mineral de la classe dels elements natius, que pertany al grup de la barringerita. Actualment es té molt poca informació sobre el mineral. El seu nom prové de la seva fórmula (MoNiP). Un sinònim del seu nom és el codi IMA2007-033.

## Classificació
La monipita es troba classificada en el grup 1.BD.10 segons la classificació de Nickel-Strunz (1 per a Elements; B per a Carburs metàl·lics, silicurs, nitrurs i fosfurs i D per a Fosfurs; el nombre 10 correspon a la posició del mineral dins del grup), juntament amb els següents minerals: schreibersita, niquelfosfur, barringerita, florenskiïta, allabogdanita, andreyivanovita i melliniïta. En la classificació de Dana el mineral es troba al grup 1.1.31.5.

## Característiques
La monipita és un mineral de fórmula química MoNiP. Cristal·litza en el sistema hexagonal.

## Formació i jaciments
Ha estat descrita només a la seva localitat tipus, a el meteorit Allende, Chihuahua, Mèxic.